# L'Aiguillon-sur-Vie
 L'Aiguillon-sur-Vie  es una población y comuna francesa, en la región de Países del Loira, departamento de Vendée, en el distrito de Les Sables-d'Olonne y cantón de Saint-Gilles-Croix-de-Vie.

## Demografía
| 1025 | 975 | 899 | 956 | 993 | 1109 | 1521 | 2207 |
| Para los censos de 1962 a 1999 la población legal corresponde a la población sin duplicidades (Fuente: INSEE [Consultar]) |     |     |     |     |      |      |      |